# Bataille du col de Bessang
Seconde Guerre mondiale
Batailles
Campagne des Philippines
- Formose
- Leyte
- Golfe de Leyte
- Baie d'Ormoc
- Mindoro
- Maguindanao
- Golfe de Lingayen
- Luçon
- Col de Bessang
- Raid de Cabanatuan
- Bataan (1945)
- Manille (1945)
- Corregidor (1945)
- Baguio (1945)
- Raid de Los Baños
- Visayas
- Palawan
- Mindanao
- Jolo
- Davao
- Raid en mer de Chine méridionale

La bataille du col de Bessang (philippin : Labanan sa Pasong Bessang) est une bataille majeure pendant la campagne des Philippines pendant la Seconde Guerre mondiale. Elle s'est déroulée du 9 janvier au 15 juin 1945 à Cervantes, commune de la province d'Ilocos Sur, située à 382 km au nord de Manille. La région sert de porte d'entrée vers les montagnes de la Cordillère et la ville de Baguio. Le col de Bessang était un bastion des forces impériales japonaises sous le général Tomoyuki Yamashita, connu comme le « Tigre de Malaisie » et conquérant de Singapour. Il faisait partie de la défense triangulaire du général Yamashita au nord, à savoir le col de Balete, le sentier de Villaverde et le col de Bessang, gardant les frontières Ifugao - Benguet - Biscaye. Sa chute aux mains des Forces armées des États-Unis aux Philippines - Northern Luzon (USAFIP-NL) le 14 juin 1945 ouvrit la voie au piégeage des forces de Yamashita dans la Cordillère jusqu'à la capitulation du général en septembre 1945.